# Ива безногая
И́ва безно́гая, или И́ва безно́жковая (лат. Salix apoda) — кустарниковое растение, вид рода Ива (Salix) семейства Ивовых (Salicaceae).

## Ботаническое описание
Невысокий, крепкий кустарник. Ветви толстые, короткие, голые, тёмно-бурого цвета.
Почки крупные, тупые, голые, блестящие, цвет кирпично-жёлтый. Прилистники почковидной или полусердцевидной формы, железистопильчатые, крупные. Черешки длиной 2—4 мм, более расширенные в основании, голые. Листья составляют в длину 5—7 см и в ширину 2,5—4 см, тонкие, хрупкие, голые. Форма обратнояйцевидная, более суженная вблизи основания, реже встречаются листья с эллиптической или продолговато-ланцетной формой. Верхушка листа широкая, заострённая. Края железисто-пильчатые. Верхняя часть листьев светло-зелёная, нижняя — сизо-зелёная или бледно-зелёная. Главная жилка резко-выступающая, бледно-жёлтого цвета на нижней части листа и беловатая на верхней части. Боковых жилок 10—12 пар, наиболее хорошо они заметны с нижней части листьев.
Серёжки развиваются одновременно с листьями. Длина женских серёжек 3—5 см, при плодах до 10 см, ширина — 0,8 см. Расположены они на короткой волосистой ножке длиной около 0,6 см. На ножке располагаются небольшие густоцветковые листочки. Чашечки ланцетной или яйцевидно-ланцетной формы, бурого цвета, изредка более тёмные на верхушке, с длинными густыми волнистыми волосками белого цвета. Тычинок 2, свободные. Завязь яйцевидно-ланцетной формы, голая, практически сидячая. Столбик длиной 1—2 мм. Лопасти пестика продолговато-линейной формы, цельные, короткие. Коробочки вздутые, голые. Цветение происходит в июне.
Вид описан из Кавказа.

## Распространение
Ива безногая распространена в Закавказье — Грузии, Азербайджане и азиатской части России.

## Классификация
Вид Ива безногая входит в род Ива (Salix) семейство Ивовые (Salicaceae).
|  |                  |  |                     |                          |                          |  | ещё 164 порядка покрытосеменных (согласно Системе APG II) | ещё 164 порядка покрытосеменных (согласно Системе APG II) |                                           |  |  |  | ещё 56 родов        | ещё 56 родов     |  |  |
|  |                  |  |                     |                          |                          |  | ещё 164 порядка покрытосеменных (согласно Системе APG II) | ещё 164 порядка покрытосеменных (согласно Системе APG II) |                                           |  |  |  | ещё 56 родов        | ещё 56 родов     |  |  |
|  |                  |  |                     | отдел Цветковые растения |                          |  |                                                           |                                                           | семейство Ивовые                          |  |  |  |                     | вид Ива безногая |  |  |
|  |                  |  |                     | отдел Цветковые растения |                          |  |                                                           |                                                           | семейство Ивовые                          |  |  |  |                     | вид Ива безногая |  |  |
|  | царство Растения |  |                     |                          | порядок Мальпигиецветные |  |                                                           |                                                           | род Ива                                   |  |  |  |                     |                  |  |  |
|  | царство Растения |  |                     |                          |                          |  |                                                           |                                                           |                                           |  |  |  |                     |                  |  |  |
|  |                  |  | ещё около 21 отдела | ещё около 21 отдела      |                          |  |                                                           | ещё 36 семейств (согласно Системе APG II)                 | ещё 36 семейств (согласно Системе APG II) |  |  |  | ещё около 250 видов |                  |  |  |
|  |                  |  |                     | ещё около 21 отдела      |                          |  |                                                           |                                                           | ещё 36 семейств (согласно Системе APG II) |  |  |  |                     |                  |  |  |